# Imperi Selèucida
L'Imperi Selèucida fou un dels estats sorgits de la descomposició de l'imperi d'Alexandre el Gran. Després de la seva mort es va donar un període de guerres i conflictes entre els diàdocs, els quals lluitaren per preservar algunes porcions del gran imperi.
L'Imperi Selèucida va ser fundat per Seleuc I Nicàtor, després de la derrota i mort del general Antígon Monoftalm. L'imperi fou establert l'any 305 aC, en plena edat hel·lenística.
Després de la mort d'Alexandre el Gran els seus generals es varen repartir l'imperi, aquest fet va donar lloc a vint anys de lluites per obtenir el poder. Aquests generals, van ser coneguts com a diàdocs (διάδοχοι), successors o hereus.
Després d'aquests antics generals, hi van governar els anomenats epígons (επιγονος), els nascuts després o successors. La lluita entre ells per aconseguir el poder i l'hegemonia que es va perllongar durant gairebé cinquanta anys fins al 281 aC, any en què va morir Seleuc I Nicàtor, l'últim dels diàdocs.
L'enorme imperi d'Alexandre el Gran es va repartir a la seva mort de la següent manera:
- Àsia per Antígon Monoftalm. Era el que tenia més poder i més extensió de terres. Els seus successors donarien lloc posteriorment a la dinastia antigònida a Macedònia.
- Egipte per a Ptolemeu que va esdevenir la dinastia més estable de totes, (Dinastia Ptolemaica).
- Tràcia i Àsia Menor per a Lisímac de Tràcia.
- Babilònia i Síria per a Seleuc, (dinastia Selèucida). S'entenia per Síria una enorme extensió de terres que arribaven fins a les fronteres amb l'Índia.
- Grècia i Macedònia per a Cassandre, fill del veterà general Antípatre.

## Història

### Partició de l'imperi d'Alexandre
Alexandre el Gran va conquerir l'imperi Persa de la dinastia aquemènida en un breu espai de temps i va morir jove, deixant un extens imperi parcialment hel·lenitzat sense un hereu adult. L'imperi es va posar sota l'autoritat d'un regent en la persona de Pèrdiques al 323 aC, i els territoris van ser dividits entre els generals d'Alexandre, que es van convertir en sàtrapes per la partició de Babilònia.

### Ascens de Seleuc

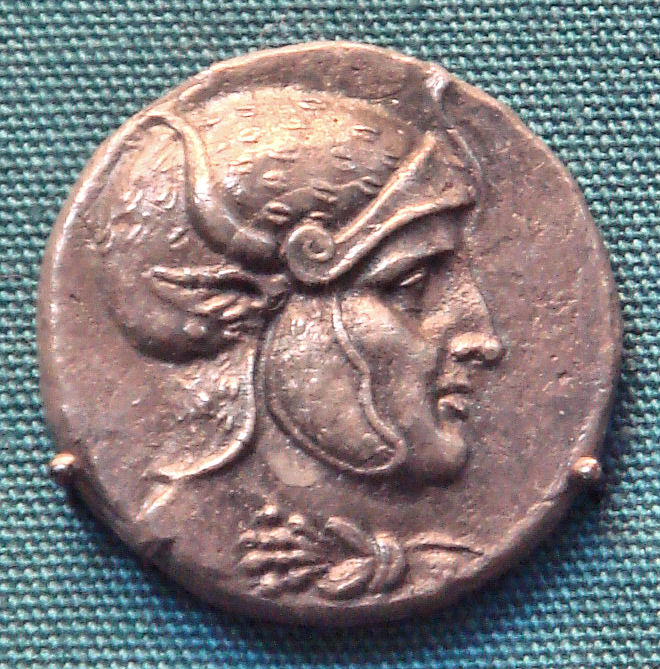
Moneda de Seleuc I Nicàtor.

Els generals d'Alexandre es van enfrontar per la seva supremacia sobre parts de l'Imperi, i Ptolemeu, un dels generals i sàtrapa d'Egipte, va ser el primer desafiament al nou govern, el que va portar a la desaparició de Perdicas. La seva revolta va conduir a una nova partició de l'Imperi, el 320 aC Seleuc I Nicàtor, que havia estat el «comandant en cap del campament» de Perdicas des del 323 aC, va col·laborar més tard en el seu assassinat, rebent Babilònia el 312 aC, i des d'aquell punt va continuar ampliant els seus dominis sense pietat. Seleuc es va establir a Babilònia aquest mateix any, prenent aquesta data com la de la fundació de l'imperi selèucida. I no només es va fer amb Babilònia, sinó també va rebre tota l'enorme part oriental de l'imperi alexandrí:
| «                            | Sempre a l'aguait de les nacions veïnes, fort en armes i persuasiu en consells, Seleuc I Nicàtor va adquirir Mesopotàmia, Armènia, Capadòcia 'selèucida', Persis, Pàrtia, Bactriana, Aràbia, Tapúria, Sogdiana, Aracòsia, Hircània, i altres pobles adjacents que havien estat subjugats per Alexandre, tan llunyans com el riu Indus, de manera que les fronteres del seu imperi eren les més extenses d'Àsia després de les d'Alexandre. La totalitat de la regió des de Frígia a l'Indus va ser sotmesa per Seleuc. | » |
| — Apià, Les Guerres Sirianes | |   |

Seleuc I Nicàtor, per commemorar el seu ascens al poder, va crear un nou calendari, introduint l'Era Selèucida, en el qual la seqüència d'anys del calendari no es reiniciava amb la coronació de cada nou sobirà, sino que es fixà l'any 1 d'una forma arbritària i a partir d'aquí la seqüència continuà ininterrompudament no sols fins a la fi de l'Imperi Selèucida, sino que diversos pobles el van continuar usant durant cents d'anys.

### Expansió cap a l'oest

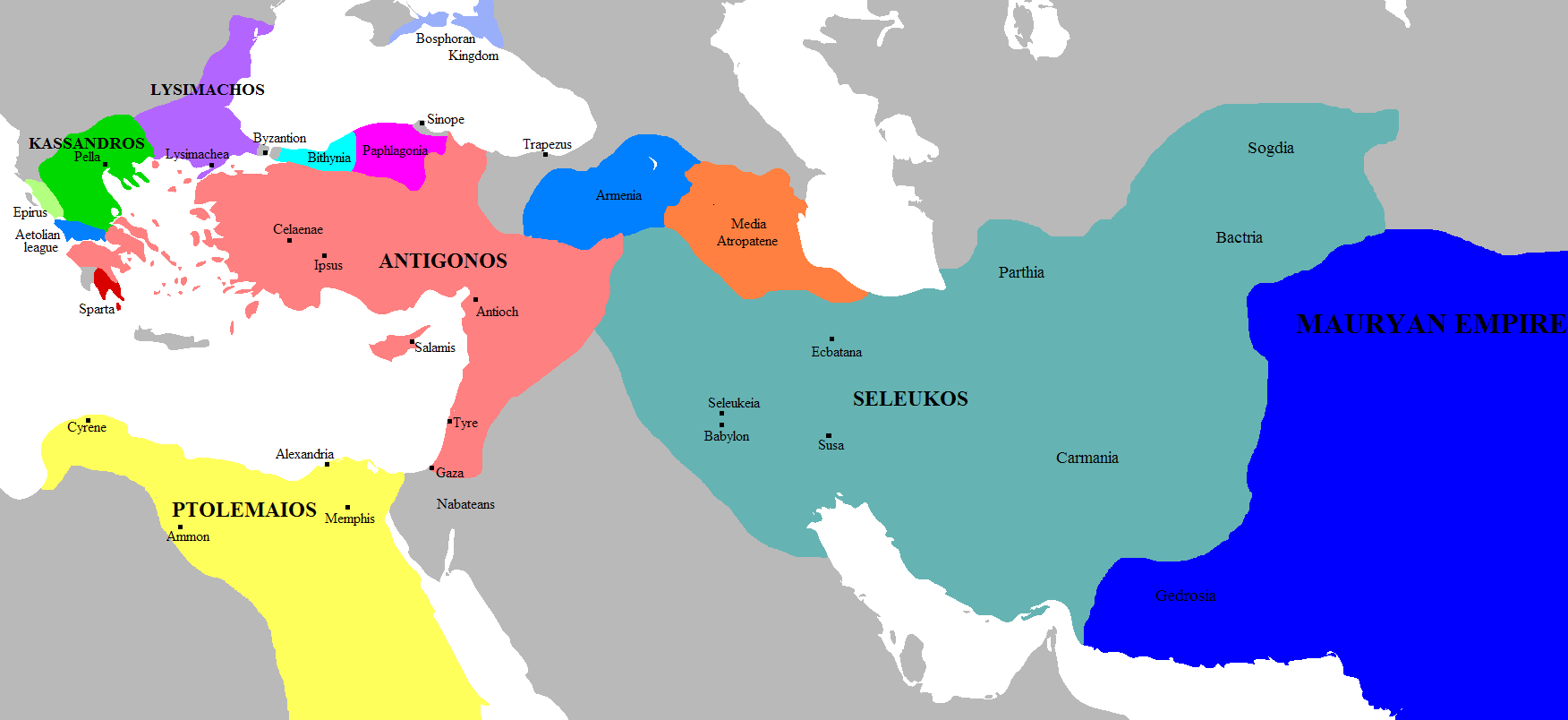
Regnes dels Diàdocs i altres abans de la Batalla d'Ipsus, al 303 aC

Regnes dels Diàdocs després de la Batalla d'Ipsus, al 301 aC
Regne de Seleuc
Altres Diàdocs
Regne de Cassandre
Regne de Lisímac
Regne de Ptolemeu I Sòter
Regió d'Epir

Després de la seva victòria al costat de Lisímac sobre Antíoc Monòftalmes a la batalla d'Ipsos l'any 301 aC, Seleuc I Nicàtor va prendre el control de l'Anatòlia oriental i el nord de Síria. En aquesta última zona fundaria una nova capital, anomenada Antioquia, en honor del seu pare. Una capital alternativa va ser establerta a la Selèucia del Tigris, al nord de Babilònia. L'imperi de Seleuc va aconseguir la seva màxima expansió a conseqüència de la derrota de Lisímac de Tràcia, el seu antic aliat, a Corupedi (281 aC), amb la qual Seleuc va ampliar el seu control sobre Anatòlia occidental. Seleuc va tenir l'esperança de prendre el control de les terres de Lisímac a Europa, principalment Tràcia i la mateixa Macedònia, però va ser assassinat per Ptolemeu Ceraune en el moment del desembarcament a Europa. El seu fill i successor, Antíoc I Sòter, va quedar amb un enorme regne que consistia en gairebé totes les porcions asiàtiques de l'Imperi, però amb Antígon II Gònates a Macedònia i Ptolemeu II Filadelf a Egipte, no va poder arribar a continuar on havia deixat el seu pare la conquesta de la part europea de l'imperi d'Alexandre.
Sense això, fins i tot abans de la mort de Seleuc I Nicàtor, li era difícil assegurar el control sobre els vasts dominis selèucides de la zona oriental. Seleuc va envair l'Índia (el modern Panjab pakistanès) al 305 aC per enfrontar-se a Chandragupta Maurya ("Sandrokottos"), fundador de l'imperi Maurya. Es diu que Chandragupta va disposar sobre el terreny un exèrcit de 600.000 homes i 9.000 elefants de guerra. Els dos monarques finalment van signar un tractat, pel qual Seleuc I Nicàtor cedia els vasts territoris de l'Indus a l'Afganistan. Chandragupta a canvi li va donar 500 elefants, una ajuda al seu exèrcit que anava a exercir un important paper en la seva victòria a Ipsos. La pau es va complementar amb una «aliança matrimonial» (epigamia a les fonts antigues), cosa que implica o bé una aliança dinàstica (en la qual una princesa selèucida va poder haver estat promesa a la dinastia Maurya) o el reconeixement del matrimoni entre grecs i indis.
Seleuc I Nicàtor també va enviar un ambaixador anomenat Megàstenes a la cort de Chandragupta, que en repetides ocasions va visitar Pataliputra (moderna Patna, Bihar), capital de Chandragupta. Megàstenes va descriure detalladament l'Índia i el regnat de Chandragupta, descripcions que s'han conservat gràcies a Diodor de Sicília. Posteriorment va enviar Dimac a la cort del fill de Chandragupta, Bindusara.
Altres territoris es van perdre abans de la mort de Seleuc I Nicàtor, com Gedròsia, al sud-est de l'altiplà iranià, i al nord-est, l'Aracòsia, a l'oest del riu Indus.
Antíoc I (281-261 aC) i el seu fill i successor Antíoc II Theos (261-246 aC) van trobar desafiaments a l'oest, incloses repetides guerres amb Ptolemeu II i una invasió celta d'Àsia Menor, disminuint així el domini de la part oriental de l'Imperi. Cap al final del regnat d'Antíoc II, diverses províncies van proclamar simultàniament la seva independència, com Bactriana sota Diodot I, Pàrtia sota Arsaces i la Capadòcia sota Ariarates III.

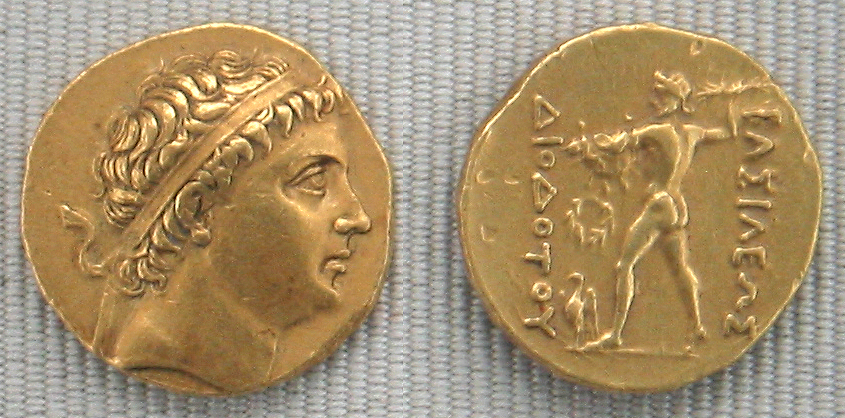
A Bactriana, el sàtrapa Diodot I va assegurar la independència per fundar el Regne Grecobactrià al 245 aC

A Bactriana, el sàtrapa Diodot va assegurar la independència per a fundar el Regne Grecobactrià al 245 aC. Diodot, governador del territori bactrià, va afirmar la seva independència al voltant del 245 aC, encara que la data exacta està lluny de ser coneguda, per fundar el Regne Grecobactrià. Aquest regne es va caracteritzar per una rica cultura hel·lenística, i va continuar la seva dominació de Bactriana fins al voltant del 125 aC, quan va ser envaït per una invasió de nòmades del nord. Un dels reis grecobactrians, Demetri I, va envair l'Índia al voltant del 180 aC per a formar el Regne Indogrec, que va durar fins aproximadament l'any 20.
El sàtrapa selèucida de Pàrtia, Andràgores, va ser el primer a proclamar la seva independència, en paral·lel a la secessió del seu veí bactrià. No obstant això, poc després, un cap tribal part anomenat Arsaces es va fer amb el territori part al voltant del 238 aC per formar la dinastia arsàcida, el punt de partida del que seria el poderós Imperi Part.
En el moment que el fill d'Antíoc II, Seleuc II Calínic, va arribar al tron al voltant del 246 aC, els selèucides van semblar entrar en una veritable decadència. Seleuc II aviat va ser dramàticament derrotat a la Tercera Guerra Síria contra Ptolemeu III i després va haver de lluitar una guerra civil contra el seu propi germà, Antíoc Hierax. Prenent avantatge d'aquestes dificultats, Bactriana i Pàrtia es van separar de l'Imperi. També a l'Àsia Menor la dinastia selèucida va perdre el control, els gals es van establir plenament a la Galàcia, i van sorgir regnes semi-independents i semi-helenitzats a la Bitínia, al Pont i a la Capadòcia, i a la ciutat de Pèrgam, a l'oest, va reafirmar la seva independència sota la dinastia atàlida.

### Ressorgiment

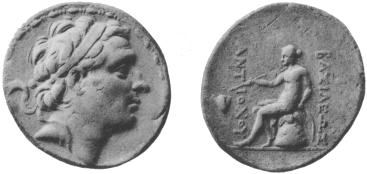
Moneda de plata d'Antíoc III el Gran.

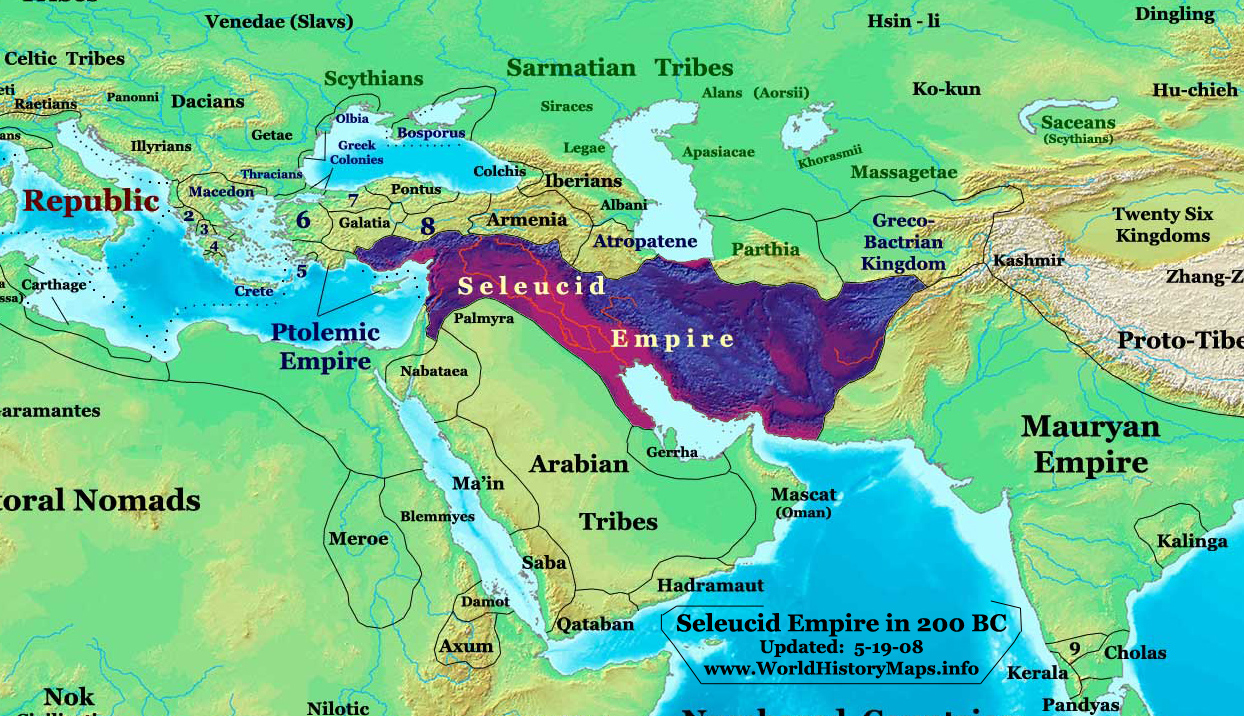
L'Imperi Selèucida al 200 aC (després de la derrota d'Antíoc contra els romans).

Un renaixement començaria quan el fill petit de Seleuc II, Antíoc III el Gran, va pujar al tron el 223 aC. Encara que inicialment va ser vençut a la Quarta Guerra Síria contra Egipte, que va portar a la vergonyosa derrota a la batalla de Ràfia (217 aC), Antíoc resultaria ser el millor governant selèucida després del mateix Seleuc. Després de la derrota de Ràfia, va passar els propers deu anys a la seva pròpia Anàbasis per la part oriental dels seus dominis, restaurant vassalls rebels com Pàrtia i Bactriana a almenys a una obediència nominal, i fins i tot emulant a Alexandre amb una expedició a l'Índia, on es va reunir amb el rei Sofagasè.
Quan va tornar a l'oest al 205 aC, Antíoc va considerar que amb la mort de Ptolemeu IV, la situació semblava propícia per a una altra campanya occidental.
Antíoc i Filip V de Macedònia van signar llavors un pacte per dividir les possessions ptolemaiques fora d'Egipte, i a la Cinquena Guerra Síria els selèucides van expulsar Ptolemeu V de Celesíria. La batalla de Pani (198 aC) va significar la transferència definitiva de la regió dels Ptolemeus als selèucides. Antíoc semblava ser el restaurador de la glòria del Regne Selèucida.

### Nova desintegració
La glòria d'Antíoc no havia de durar gaire temps. Després que el seu antic aliat Filip fos derrotat a mans de Roma el 197 aC, Antíoc va veure l'oportunitat d'expandir-se per Grècia. Encoratjat per l'exiliat general cartaginès Hanníbal Barca, i aliat amb la descontenta Lliga Etòlia, Antíoc va envair Grècia. Aquesta lamentable decisió va conduir a la seva caiguda: va ser derrotat pels romans a les batalles de les Termòpiles el 191 aC i Magnèsia (190 aC), i es va veure obligat a signar la pau amb els romans per l'humiliant tractat d'Apamea (188 aC), que el va obligar a abandonar tots els territoris europeus, cedir tota l'Àsia Menor al nord de les Muntanyes Taure a Pèrgam i pagar una enorme suma de diners com a indemnització. Antíoc va morir el 187 aC durant una altra expedició a l'est, destinada a obtenir diners per pagar la indemnització.

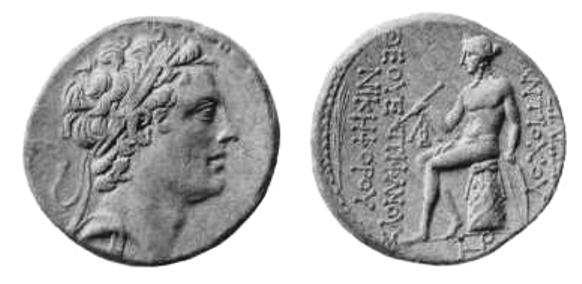
Moneda d'Antíoc IV Epífanes.

El regnat del seu fill i successor Seleuc IV Filopàtor (187-175 aC) va ser en gran manera l'intent de pagar la gran indemnització, i Seleuc va ser finalment assassinat pel seu ministre Heliodor. El germà menor de Seleuc, Antíoc IV Epífanes, va ocupar llavors el tron. Va tractar de restablir amb èxit el prestigi selèucida amb una guerra contra Egipte, però tot i que va perseguir l'exèrcit egipci durant la seva retirada a Alexandria, es va veure obligat a retirar-se per l'enviat romà Gai Popili Laenes, que va dibuixar el famós cercle a la sorra al voltant del rei i li va advertir que havia de decidir si es volia o no retirar d'Egipte (la qual cosa portaria a la guerra amb Roma) abans de sortir del cercle. Antíoc va optar per retirar-se.
L'última part del seu regnat va veure la major desintegració de l'Imperi. Les zones orientals es van tornar incontrolables, fet que va ser aprofitat pels parts per apropiar-se'n, i les agressives polítiques hel·lenitzants a Judea van portar a una revolta armada, la revolta dels Macabeus. Els esforços per fer front a parts i jueus van resultar infructuosos, i el mateix Antíoc va morir durant una expedició contra els parts al 164 aC.

### Guerres civils i decadència

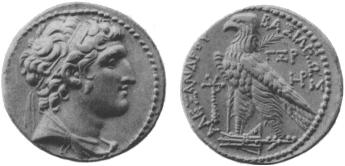
Moneda de plata d'Alexandre Bales.

Després de la mort d'Antíoc IV Epífanes, l'Imperi Selèucida es va tornar cada vegada més inestable. Les freqüents guerres civils van fer cada vegada més tènue l'autoritat central. El jove fill d'Epífanes, Antíoc V Eupàtor, va ser enderrocat pel fill de Seleuc IV, Demetri I Sòter el 161 aC. Demetri va tractar de restablir el poder selèucida particularment a Judea, però va ser enderrocat el 150 aC per Alexandre Bales, un impostor que, amb el suport d'Egipte, deia que era fill d'Epífanes. Bales va regnar fins al 145 aC, quan va ser enderrocat per Demetri II Nicàtor, fill de Demetri I. Demetri II va demostrar ser incapaç de controlar la totalitat del regne, però mentre ell governava Babilònia i l'est de Síria des de Damasc, les restes dels partidaris de Bales, primer donant suport a Antíoc VI, fill de Bales, i després la usurpació del general Diodot Trifó, van aconseguir expulsar-lo d'Antioquia.
Mentrestant, la decadència de les possessions territorials de l'Imperi Selèucida va continuar a gran velocitat. Cap al 143 aC, els jueus, governats pels macabeus, havien establert plenament la seva independència, alhora que continuava l'expansió dels parts. El 139 aC Demetri II va ser derrotat a una batalla contra els parts i va ser capturat. A partir d'aquest moment, el control de tot l'altiplà iranià s'havia perdut en favor dels arsàcides. El germà de Demetri Nicàtor, Antíoc VII, va ser finalment capaç de restaurar una fugaç unitat i un cert vigor en els dominis selèucides, però també va resultar inútil davant l'amenaça dels parts en la batalla d'Ecbàtana de 129 aC va morir i el seu fill Seleuc fou fet presoner, cosa que va significar la desintegració definitiva del domini selèucida a Mesopotàmia. A la mort d'Antíoc VII el govern efectiu dels selèucides havia desaparegut i múltiples pretendents lluitaven pel control del regne en una quasi interminable guerra civil.

### Col·lapse final de l'Imperi Selèucida
Cap al 100 aC, l'abans formidable Imperi Selèucida abastava poc més d'Antioquia i algunes ciutats sirianes. Malgrat l'evident caiguda del seu poder i el declivi dels seus dominis, els nobles van seguir exercint la funció d'executors de reis regularment, amb la intervenció ocasional de l'Egipte ptolemaic i altres poders forans. Els selèucides van continuar existint únicament perquè cap altra nació va desitjar absorbir-la, ja que constituïen un útil estat tap entre la resta dels seus veïns. A les guerres anatòliques entre Mitridates VI Eupator del Pont i Luci Corneli Sul·la de la República Romana, els selèucides van ser aïllats pels dos bàndols combatents.
L'ambiciós gendre de Mitridates, Tigranes II el Gran, rei d'Armènia, va veure però una oportunitat d'expansió en la constant lluita civil del sud. El 83 aC, per invitació d'una de les faccions de la interminable guerra civil, va envair Síria, i aviat es va establir com a governant de la regió, posant pràcticament fi a l'imperi selèucida.
Però el Regne Selèucida no estava encara acabat. Després de la derrota de Mitridates i Tigranes pel general romà Lúcul al 69 aC, el Regne Selèucida va ser restaurat sota el rei Antíoc XIII. Fins i tot ara, no va poder evitar la guerra civil, perquè un altre selèucida, Filip II, va disputar el tron a Antíoc. Després de la conquesta del Pont, els romans es van alarmar cada vegada més per la constant font d'inestabilitat dels selèucides a Síria. Un cop derrotat Mitridates al 63 aC, Gneu Pompeu Magne es va dedicar a la tasca de refer l'Orient hel·lenístic mitjançant la creació de nous regnes clients i l'establiment de noves províncies. Si bé a les nacions client com Armènia i Judea se'ls va permetre un cert grau d'autonomia sota els reis locals, Pompeu i la República Romana van trobar els selèucides massa molestos per deixar-los continuar existint i van resoldre el problema dels dos prínceps rivals convertint Síria en una província romana.

## Intercanvis culturals

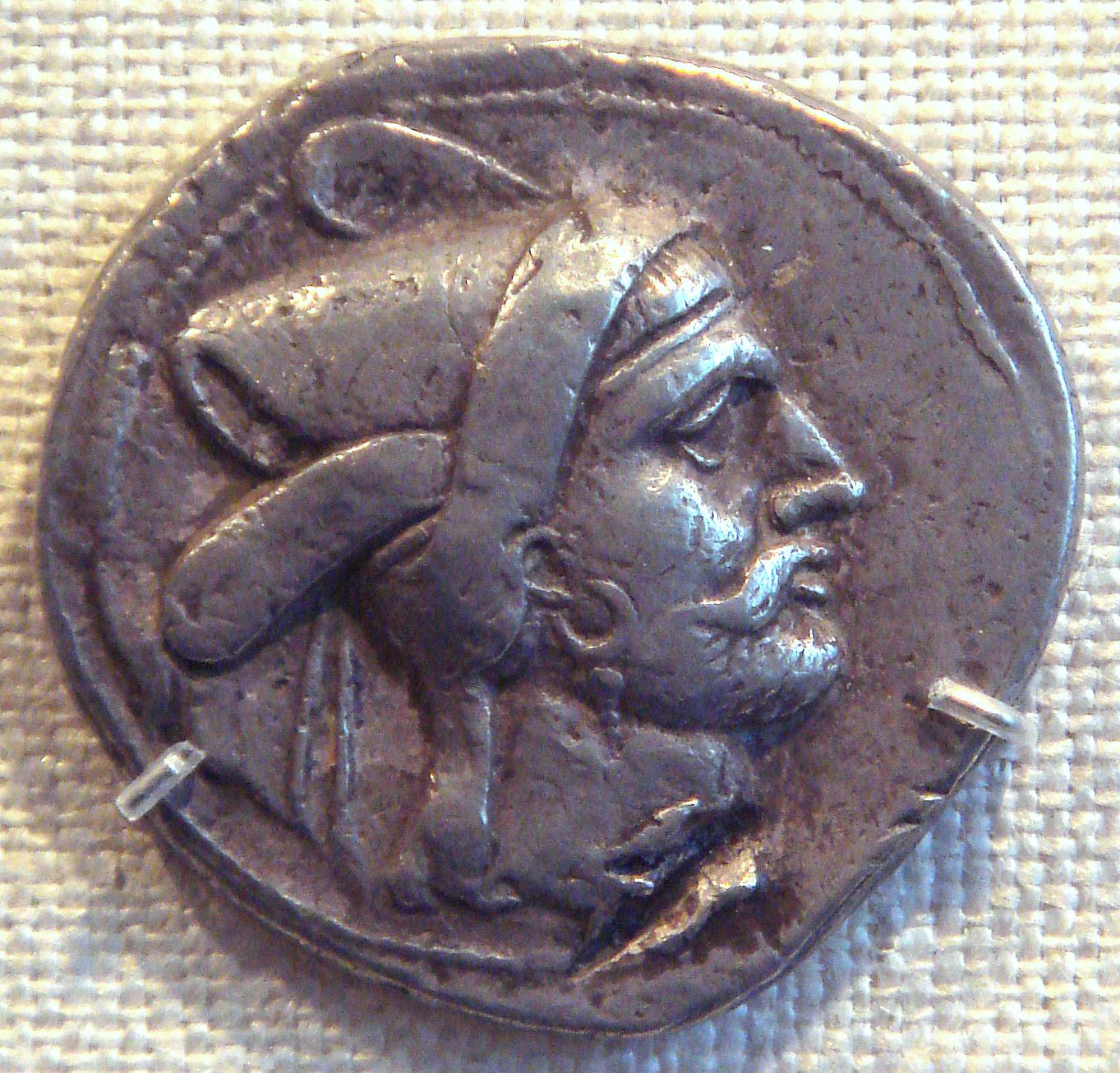
Bagadates I (290 aC-280 aC) fou el primer sàtrapa indígena nomenat pels selèucides.

Bagadates I (290-280 aC) va ser el primer sàtrapa indígena nomenat pels selèucides. L'Imperi Selèucida va ocupar un gran espai geogràfic, des del mar Egeu fins al que avui són l'Afganistan i el Pakistan, creant un gresol de pobles diversos, com grecs, perses, medes, assiris, jueus, etc. La immensa mida de l'Imperi, seguit de la seva naturalesa aglutinadora, va fer que els governants selèucides s'interessessin a aplicar la política d'unitat racial iniciada per Alexandre. L'hel·lenització de l'Imperi Selèucida es va aconseguir mitjançant la creació de ciutats gregues en tot l'Imperi. Els pobles i ciutats històricament importants, com Antioquia, es van crear o van ser anomenats amb noms grecs més apropiats. La fundació de noves ciutats i pobles es va veure beneficiada pel fet que la Grècia continental es trobava superpoblada, cosa que va fer al vast Imperi Selèucida idoni per a la colonització. La colonització es va utilitzar per als interessos grecs alhora que facilitava l'assimilació de molts grups nadius. Socialment, el que va conduir a l'adopció de les pràctiques i costums grecs per les classes cultes natives va ser el voler seguir en la vida pública, i la classe governant macedònia va aprovar gradualment algunes de les tradicions locals. El 313 aC, les idees hel·lèniques havien començat els seus gairebé 250 anys d'expansió sobre el Pròxim Orient, Orient Mitjà i les cultures centreasiàtiques. Van ser aquestes idees les que van moure al sistema governamental de l'imperi el que va establir centenars de ciutats per al comerç i usos laborals. Moltes de les ciutats existents van començar, o van ser obligades per la força, a adoptar els pensaments filosòfics, polítics i religiosos hel·lènics. La síntesi de les idees culturals, religioses i filosòfiques hel·lèniques i indígenes va trobar diversos graus d'acceptació, resultant de vegades en temps de pau i revolta simultanis en diverses parts de l'Imperi. Tal va ser el cas de la població jueva de l'Imperi Selèucida, perquè plantejava un important problema que finalment va portar a la guerra. Contraris a la naturalesa tolerant de l'imperi Ptolemaic cap a les religions i costums natives, els selèucides gradualment van tractar d'obligar a hel·lenitzar el poble jueu en el seu territori proscrivint el judaisme. Això eventualment va conduir a la revolta dels jueus del domini selèucida, que culminaria amb la independència jueva.

## L'exèrcit macedoni

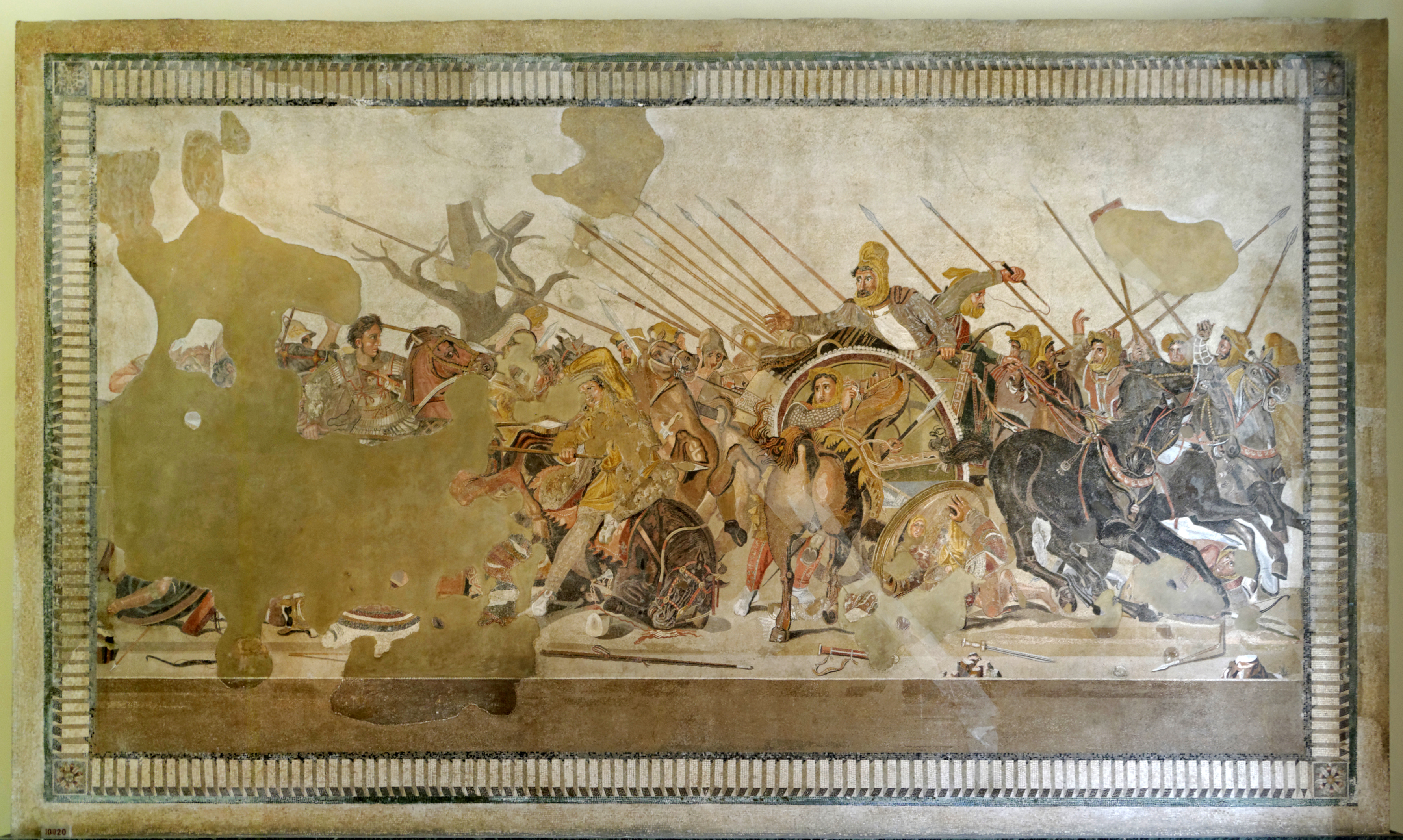
Batalla d'Issos representada en un mosaic de la Casa del Faune de Pompeia, exposada en el Museu Arqueològic de Nàpols.

L'exèrcit macedoni del Regne de Macedònia és considerat com un dels millors exèrcits de lleva de l'Antiguitat. Instrument de la conquesta de l'antiga Grècia, en el regnat de Filip II de Macedònia, després de l'Orient en el regnat d'Alexandre Magne, és el model sobre el qual es van formar els exèrcits dels regnes hel·lenístics, sobretot els dels selèucides i làgides, als segles iii i ii aC. La seva dominació va acabar amb la conquesta romana, que va demostrar la superioritat de la legió sobre la falange macedònia en la batalla de Pidna el 168 aC, finalitzant la Tercera Guerra Macedònica.
Les innovacions militars, tant en les armes com en les tàctiques, dutes a terme per Filip II van forjar l'exèrcit que va conquerir un imperi. Va convertir la guerra i el combat en un estil de vida pels macedonis, els qui fins llavors havien considerat l'exèrcit com una ocupació a temps parcial per exercir-la fora de la temporada agrícola. En introduir l'exèrcit com una ocupació a temps complet, Filip va poder entrenar als seus homes amb regularitat, cimentant la unitat i la cohesió. Aquest va crear una de les millors màquines militars que Àsia o Grècia havien vist mai, gràcies a la suma de temps i esforç invertit tant en maniobres com en innovacions militars.
Les innovacions tàctiques incloïen un ús més eficaç de la tradicional falange grega, com dels atacs coordinats, en primer lloc, la combinació d'armes i les tàctiques militars entre les seves unitats d'infanteria de la falange, cavalleria, arquers i armes de setge. Les armes introduïdes eren la sarisa, un tipus de pica llarga de pes equilibrat, que va aportar molts avantatges, ofensives i defensives, per a la infanteria macedònia en particular, i per a l'exèrcit combinat en general.
Els exèrcits creats per Filip comprenien una amalgama de diferents forces. Macedonis i altres grecs (especialment de Tessàlia), i també una àmplia gamma de mercenaris de l'altre costat del mar Egeu. Després del 338 aC, molts dels nous reclutes de Filip per a la seva planejada invasió de Pèrsia van venir des de totes les parts del món grec i dels Balcans, encara que la major part de l'exèrcit el constituïen els macedonis.

## L'exèrcit selèucida
Com molts dels estats hel·lenístics formats després de la mort d'Alexandre el Gran, els exèrcits selèucides eren professionals, basats en el model macedoni. Les seves tropes eren principalment d'origen grec, suplementat per orientals, ja que l'Imperi Selèucida cobria gran part de l'est de l'antic imperi Persa. Quan s'enfrontaven a altres diàdocs les victòries completes o l'aniquilació dels exèrcits oponents s'evitaven, ja que era més fàcil derrotar i reclutar els soldats enemics que entrenar-ne més, sobretot pels costos de contractació. L'objectiu d'una batalla era convèncer l'oponent que no podia vèncer el combat, i molts enfrontaments van acabar amb una negociació. Factors molt petits, com ara l'import pagat pel rescat dels presoners, van demostrar clarament als selèucides i altres estats successors d'Alexandre el que era vèncer.
Les seves tropes es basaven en la falange macedònia, arquers i cavalleria orientals, sobresortint en l'última els catafractes (cavallers «coberts») i la famosa cavalleria macedònia de companys com a guardaespatlles del general i tropes de xoc d'elit. Així mateix, els selèucides comptaven de vegades amb elefants de guerra indis, que utilitzaven per provocar la por entre els seus enemics, i amb carros, per trencar la seva cohesió. Igual que els Ptolomeus, amb la seva riquesa, els reis selèucides van aconseguir reclutar tota classe de persones com a mercenaris, des d'indis fins a cretencs, i en particular gàlates. En la seva guerra contra la República Romana, els selèucides van tractar de crear unitats de tropes copiades de les legions romanes. El 63 aC, el regne selèucida, juntament amb el seu exèrcit, va ser dissolt. Es va dir llavors que molts catafractes es van unir als exèrcits romans a Àsia.

## La monarquia hel·lenística
La monarquia hel·lenística era personal, la qual cosa significava que podia arribar a ser sobirà qualsevol que, per mitjà de la seva conducta, els seus mèrits o les seves accions militars, pogués aspirar al títol de basileus. En conseqüència, la victòria militar era, la majoria de les vegades, l'acte que legitimava l'accés al tron, permetent així regnar sobre una província o un estat. Seleuc I va utilitzar l'ocupació de Babilònia el 312 aC per legitimar la seva presència a Mesopotàmia, o la seva victòria el 281 aC sobre Lisímac per justificar les seves reivindicacions sobre el Bòsfor i Tràcia. Així mateix, els reis de Bitínia van treure profit de la victòria el 277 aC de Nicomedes I sobre els gàlates per afirmar les seves pretensions territorials.
Aquesta monarquia personal no tenia regles de successió precises, per la qual cosa eren freqüents querelles incessants i assassinats entre els molts aspirants. Tampoc existien lleis fonamentals ni textos que determinaran els poders del sobirà, sinó que era el mateix sobirà qui determinava l'abast del seu poder. Aquest caràcter absolut i personal era, alhora, la força i la debilitat d'aquestes monarquies hel·lenístiques, en funció de les característiques i la personalitat del sobirà. Per tant, va ser necessari crear ideologies que justifiquessin la dominació de les dinasties d'origen macedoni i de cultura grega sobre els pobles totalment ignorants d'aquesta civilització. La Dinastia Ptolemaica va passar, d'aquesta manera, a ser de faraons davant els egipcis i tenien dret a aliar-se amb el clergat autòcton, atorgant esplèndides donacions als temples.
Pel que fa als pobles d'origen grec i macedònic que també governaven, els sobirans hel·lenístics havien de mostrar la imatge d'un rei just, que assegurés la pau i el benestar dels seus pobles, existint així la noció d'Evergetes, el rei com a benefactor dels seus súbdits. Una de les conseqüències, esdevinguda ja en el regnat d'Alexandre el Gran, va ser la divinització del sobirà, a qui rendien honors els súbdits i les ciutats autònomes o independents que havien estat afavorides pel rei, fet que va permetre reforçar la cohesió de cada regne en entorn de la dinastia regnant.
La fragilitat del poder dels sobirans hel·lenístics els obligava a una incessant activitat. En primer lloc calia vèncer militarment als seus adversaris, de manera que el període es va caracteritzar per una sèrie de conflictes entre els mateixos sobirans hel·lenístics o contra altres adversaris exteriors, com els parts o la incipient Antiga Roma. Els sobirans es veien obligats a viatjar constantment per tal d'instal·lar guarnicions, alhora que s'erigien ciutats que controlessin millor les divisions administratives dels seus regnes. Sens dubte Antíoc III és el monarca helenístic que més va viatjar entre Grècia, Síria, Egipte, Mesopotàmia, Pèrsia i les fronteres de l'Índia i Àsia Menor, abans de morir a prop de la ciutat de Susa el 187 aC. Per tal de mantenir les seves armades i finançar la construcció de les ciutats, va ser indispensable que els sobirans desenvolupessin una sòlida administració i fiscalitat. Els regnes hel·lenístics es van convertir així en gegantines estructures d'explotació fiscal, erigint-se en hereus directes de l'imperi Aquemènida. Aquest treball esgotador, al qual s'unien les incessants queixes i recriminacions (ja que el rei era també jutge per als seus súbdits) van fer exclamar a Seleuc I:
| «                                                                  | Si la gent sabessin quant de treball comporta escriure i llegir totes les cartes, ningú voldria ocupar una diadema, encara que s'arrossegués per terra. | » |
| — Plutarc, Moralia, «Si la política és la tasca dels ancians », II | |   |

Al voltant d'aquests sobirans gravitava una cort en la qual la comesa dels favorits es va tornar gradualment preponderant. Per regla general, eren els grecs i els macedonis els que gairebé sempre van ocupar el títol d'amics del rei (philoi). El desig d'Alexandre el Gran d'associar les elits asiàtiques al poder va ser abandonat, per la qual cosa aquesta dominació política greco-macedònica va adquirir, en molts aspectes, l'aparença d'una dominació colonial. Per aconseguir uns col·laboradors fidels i eficaços, el rei havia d'enriquir-los amb donacions i dominis pertanyents al domini real, la qual cosa no va impedir que alguns marcadors mantinguessin una dubtosa fidelitat, i de vegades, especialment en cas d'una minoria d'edat real, exercir efectivament el poder. Són els casos d'Hermies, del qual Antíoc III no va poder desfer-se fàcilment, o Sosibi a Egipte, a qui Polibi va atribuir una reputació sinistra.
Aquests reis disposaven d'un poder absolut, però estaven sotmesos a múltiples obligacions, com assegurar les seves fronteres, vèncer als seus enemics i posar a prova la seva naturalesa reial per mitjà del seu comportament, legitimant la seva funció per la divinització de la seva persona. En l'època clàssica, el model de la monarquia, rebutjada pels filòsofs grecs, era asiàtic, en l'època hel·lenística era grec.

### Culte al rei
La monarquia hel·lenística es va recolzar en una aristocràcia creada pel mateix rei i va desenvolupar un caràcter especialment cosmopolita, molt lluny de l'anterior noblesa pairal. D'ara endavant el rei no seria triat lliurement pels seus ciutadans. Els reis hel·lenístics i els seus nobles van ser triats pel mateix rei però per dur a terme amb èxit i davant el poble tal sistema, van insistir en la idea de la divinitat, és a dir, el rei tenia dret a governar i a seleccionar la noblesa perquè el seu poder l'havia obtingut a través del seu llinatge diví i perquè ell mateix era en certa manera un déu. El pas següent va ser iniciar el culte al rei.
Aquest sistema de divinització va ser més polític que religiós i tenia els seus antecedents en el pensament grec anterior amb exemples de veneració a herois i altres personatges mortals que es van convertir en deïtats després de la seva mort, com és l'exemple d'Asclepi i altres figures menors que havien estat caps militars o fundadors de ciutats. La deïficació en vida dels reis hel·lenístics mai o gairebé mai no va ser un assumpte purament religiós o espiritual; ningú no va anar a pregar o a demanar gràcies especials a cap dels reis. No obstant això va ser necessari establir el poder polític en éssers considerats pels seus súbdits com a déus.
El culte al rei havia començat ja en la figura d'Alexandre el Gran que va ser reconegut com un mortal realitzador de grans gestes i descendent d'Hèracles, confirmat en l'oracle de Siwa com a fill del mateix Zeus - Amon. La deïficació d'Alexandre en vida li va servir en moltes ocasions com aprovació i reconeixement legal del seu poder reial. El mateix Alexandre es prenia la seva deïficació com una cosa molt seriosa. Després de la seva mort moltes de les ciutats hel·lenístiques van seguir aquest procés, deïficant a alguns dels seus diàdocs, com va passar amb Demetri Poliorcetes, Antígon II Gònates, Lisímac de Tràcia, Cassandre, Seleuc I Nicàtor i Ptolemeu I.

### Deïficació dels selèucides
A la mort de Seleuc I el seu fill Antíoc I Sòter va preparar la cerimònia per a la seva apoteosi. Més tard es va fundar un sacerdoci especialitzat per al culte del monarca viu i dels seus avantpassats. Els reis de Pèrgam van dir ser descendents del déu Dionís. Aquests reis eren venerats en vida però només després de la seva mort rebien el títol de theos. Antíoc III el 193 aC va crear una comunitat de sacerdotesses que serien les encarregades del culte a la seva dona Laodice. Una de les normes dictades per aquest rei per a aquestes sacerdotesses va ser que en la seva indumentària havien de portar una corona d'or decorada amb retrats de la reina.

## Emperadors
- Seleuc I Nicàtor, sàtrapa 311 aC - 301 aC, rei 301 aC - 281 aC)
- Antíoc I Sòter associat 291 aC - 281 aC, rei 281 aC - 261 aC
- Antíoc II Theós o Teos 261 aC - 246 aC
- Seleuc II Cal·línic 246 - 225 aC
- Seleuc III Ceraune (o Soter) (225 aC - 223 aC
- Antíoc III el Gran 223 aC - 187 aC
- Seleuc IV Filopàtor 187 aC - 175 aC
- Demetri el jove 175 aC - 174 aC, rei nominal (absent)
- Antíoc IV Epífanes 174 aC - 164 aC
- Antíoc V Eupator 164 aC - 162 aC
- Demetri I Sòter 161 aC - 150 aC
- Alexandre I Balas 154 aC - 147 aC
- Demetri II Nicàtor 147 aC - 138 aC
- Antíoc VI Dionisi (o Epífanes) 145 aC - 140 aC
- Diodot Trifó 140 aC - 138 aC
- Antíoc VII Sidetes (o Evergetes) 138 aC - 129 aC
- Demetri II Nicàtor (segona vegada 129 aC - 126 aC
- Alexandre II Zabinas 129 aC - 122 aC
- Cleòpatra Thea 126 aC - 125 aC
- Seleuc V Filomètor 126 aC - 125 aC
- Antíoc VIII Grypos 125 aC - 96 aC
- Antíoc IX Cyzicenos 114 aC - 96 aC
- Seleuc VI Epífanes Nicàtor 96 aC - 95 aC)
- Antíoc X Eusebios Filopàtor 94 aC - 90 aC (o 83 aC)
- Demetri III Eucàros (o Filopàtor) (95 aC - 87 aC
- Antíoc XI Epífanes Filadelf 95 aC - 92 aC) (associat)
- Felip I Filadelf 95 aC - 83 aC (associat 95 aC - 88 aC)
- Antíoc XII Dionisi (88 aC - 84 aC) (a Damasc)
- Tigranes I rei d'Armènia (83 aC - 69 aC
- Seleuc VII Cibiosactes o Filomètor, vers 83 aC-vers 70 aC
- Antíoc XIII Asiàtic (69 aC - 64 aC
- Felip II Philoromaeus (65 aC - 64 aC)